# Shamli
Shamli es una ciudad y municipio situada en el distrito de Shamli en el estado de Uttar Pradesh (India). Su población es de 107266 habitantes (2011). 

## Demografía
Según el censo de 2011 la población de Shamli era de 107266 habitantes, de los cuales 57187 eran hombres y 50079 eran mujeres. Shamli tiene una tasa media de alfabetización del 80,32%, superior a la media estatal del 67,68%: la alfabetización masculina es de 86,21%, y la alfabetización femenina del 73,70%.